# Хананель бен Хушиэль
Хананель бен Хушиэль или рабейну Хананель (965 (по другой версии 990) — 1055) — духовный лидер еврейства Северной Африки, глава иешивы Кайруана, автор комментария к Талмуду.

## Биография
Родился в Кайруане, современный Тунис у своего отца р. Хушиэля, которого за несколько лет до этого местная еврейская община выкупила у пиратов. Учился у своего отца вместе с равом Ниссимом бен Яаковом и переписывался с равом Хайем, гаоном из Вавилонии. Был соучеником рабейну Нисима. После смерти отца возглавил иешиву в Кайруане. Среди его наиболее знаменитых учеников р. Ицхак Альфаси, рабейну Гершом и раби Натан из Рима (автор книги «Арох»)

## Труды
Наиболее известная книга — комментарий к Вавилонскому Талмуду. Это один из самых ранних комментариев к Талмуду, охватывающих значительную часть его текста. Он написан к трактатам трех из шести разделов Талмуда: Моэд, Нашим, Незикин. Комментарий относится к выбранным отрывкам из текстов, переводит их с арамейского на иврит, добавляя необходимые разъяснения. Комментарий рабейну Хананеля пользуется особым авторитетом среди более поздних комментаторов Талмуда, поскольку он основывается на традиции понимания текста, идущей от гаонов. Он печатается в современных изданиях, повторяющих структуру листа Талмуда Виленского издания 1880 года, сбоку от комментария Тосафот.
Комментарий рабейну Хананеля на Тору не сохранился.